# Oberappellationsgericht Hadamar

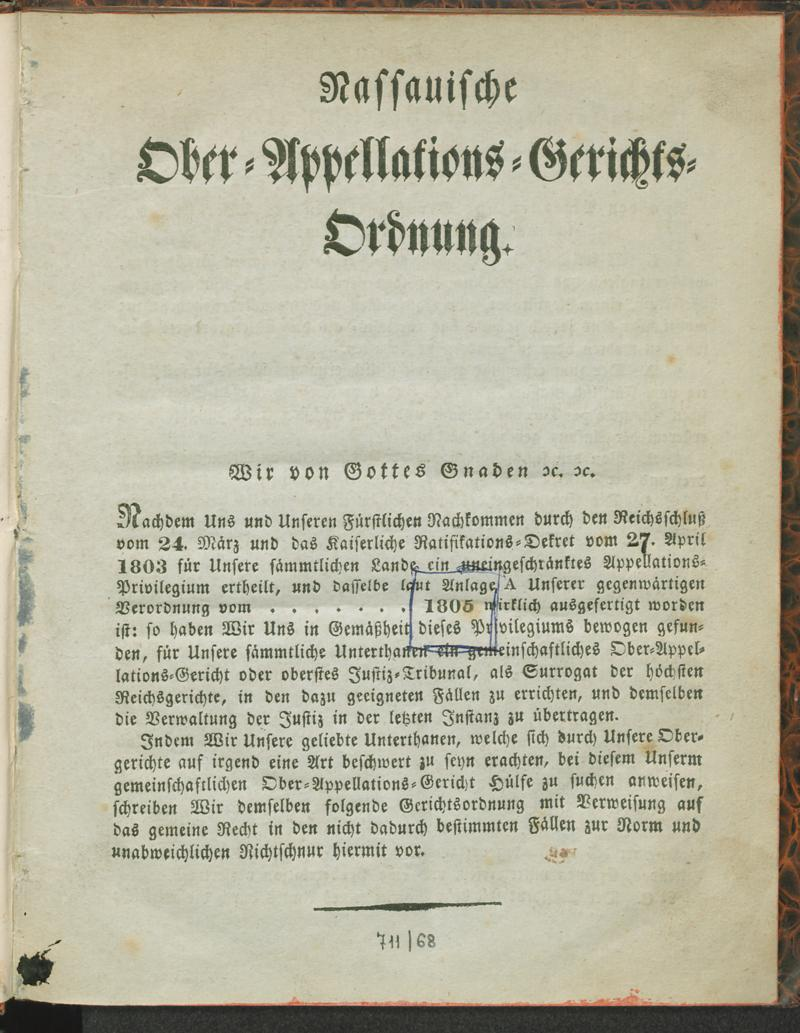
Deckblatt der Nassauischen Ober-Appellations-Gerichtsordnung (vermutlich 1805)

Das Oberappellationsgericht Hadamar war zwischen 1804 und 1806 das gemeinsame Oberappellationsgericht der nassauischen Fürstentümer mit Sitz in Hadamar.
Nassau-Dillenburg, Nassau-Weilburg und Nassau-Usingen hatten bereits im Nassauischen Erbverein 1783 Regelungen getroffen, die die Zweige des Hauses Nassau künftig wiedervereinigen sollten. Nach den Gebietsveränderungen durch den Reichsdeputationshauptschluss 1803 beschlossen die Nassauer Fürsten, zwei gemeinsame Einrichtungen für alle drei verbliebenen nassauischen Fürstentümer einzurichten: Einen gemeinsamen Lehenshof und ein gemeinsames Oberappellationsgericht. Dieses erhielt seinen Sitz 1804 in Hadamar und war als dritte und letzte Instanz für die drei Fürstentümer zuständig.
Der Grund war, dass § 33 des Reichsdeputationshauptschlusses dem Gesamthaus Nassau das Ius de non appellando verliehen hatte. Damit konnten Nassauer nicht mehr vor dem Reichskammergericht klagen und Nassau musste im Gegenzug ein letztinstanzliches Gericht aufbauen. In Wiesbaden, Dillenburg und Weilburg zweifelte man daran, dass allein durch den Reichsdeputationshauptschlusses das Ius de non appellando wirksam erworben wurde (auch wenn der Kaiser den Hauptschluss unterzeichnet hatte). Man erbat daher bei der kaiserlichen Hofkanzlei eine förmliche Urkunde über dieses Recht, die (gegen eine Zahlung von 25.000 Gulden) mit Urkunde vom 12. April 1805 auch erteilt wurde.
Auf einer Konferenz in Ems am 22. August 1803 einigten sich die Vertreter der drei Fürstentümer über die Einzelheiten der Einrichtung. Der Sitz sollte in Hadamar liegen. Das Gericht sollte eine Kammer, bestehend aus sechs Räten haben. Diese sollten zur Hälfte von Nassau-Oranien-Fulda und zur anderen Hälfte durch Usingen und Weilburg benannt werden. Auch die Kosten sollten hälftig geteilt werden. Die Mindestsumme des Streitwertes, ab dem eine Appellation möglich war, wurde auf 300 Gulden festgesetzt. Für die privilegierten Kläger waren es in Nassau-Usingen und Nassau-Weilburg 100 Gulden und in Oranien 200 Gulden. Das Gericht sollte den Namen Fürstlich-Nassauisches Gesamt-Oberappellationsgericht tragen.
Am 6. Juli 1804 erfolgte die feierliche Eröffnung des Gerichtes. Als erste Räte am Gericht wurden ernannt:
- Ludwig Harscher von Almendingen (vorher Nassau-Usingen)
- Georg Freiherr von Münch zu Bellinghausen (vorher Kurtrierer Hofgerichtsdirektor)
- Karl Friedrich August von Dalwigk (vorher Nassau-Usingen)
- Adolf Quirin von Diepenbroick (vorher Nassau-Oranien)
- Heinrich Freiherr von Piesport (vorher Nassau-Oranien)
- Herr von Weckbecker (trat sein Amt nicht an; statt seiner wurde am 13. Mai 1806 der Wiesbadener Regierungsrat Waldmann ernannt)

Der erste und einzige Oberappellationsgerichtspräsident wurde Karl Friedrich August von Dalwigk (1761–1825). Er wurde im Anschluss Oberappellationsgerichtspräsident in Diez.
Das Gehalt des Präsidenten betrug 4.200 Gulden, dass der Räte 2.000 Gulden jährlich.
Mit der Rheinbundakte fiel Hadamar 1806 an das Herzogtum Berg.
Das Herzogtum Berg behielt das Gericht zunächst bei. Es war damit nur noch für die alt-oranischen Teile des Herzogtums Berg zuständig. Mit Reskript vom 4. April 1807 wurden die anhängigen Verfahren dem Obertribunal Düsseldorf zugewiesen und die Gehaltszahlungen an das Gericht zum 1. April 1807 beendet.
Das nun aus dem Zusammenschluss der nassauischen Fürstentümer entstandene Herzogtum Nassau verlegte das Gericht im Mai 1810 nach Diez und bildete später das Oberappellationsgericht Wiesbaden.
Das Oberappellationsgericht Hadamar war im ehemaligen Verwaltungsbau neben dem Schloss untergebracht.